# Рашко Сугарев
 Тази статия е за българския писател.  За литературната награда вижте Рашко Сугарев (награда).  
Рашко Младенов Сугарев е български писател.

## Биография
Роден е на 1 април 1941 г. в Пловдив. Завършва медицина в Пловдив (1967) и завежда окръжния психиатричен кабинет в Смолян (1968 – 1972). Живее в София от 1977 г.
Той е преводач, романист (има публикувани няколко романа) и автор на разкази.
Умира на 16 март 1995 г. в София.

## Памет
На негово име е учредена литературна награда за най-добър публикуван разказ „Рашко Сугарев“.